# Арнобий
Арнобий Старший (Arnobius Afer) — раннехристианский богослов и апологет IV века, автор сочинения «Против язычников», учитель Лактанция. В начале IV века был учителем красноречия в Сикке (Эль-Кеф) в Нумидии и потому его часто называли Арнобий-африканец или Арнобий Афр.

## Биография
Арнобий Афр был ярым противником христиан, но затем переменил свои убеждения и принял христианство около 300 года нашей эры. По словам Иеронима Стридонского, желая изложить епископу, который должен был его крестить, своё христианское вероисповедание, он написал семь томов под заглавием «Adversus nationes», где опровергает обвинения язычников против христианства, но вместе с тем примешивает к христианству платонико-гностические идеи. По его мнению, знание о высшем Боге (notio Principis) врождено человеку. Его книга заключает в себе много материала для изучения римского язычества.
Арнобий Старший скончался около 327 года после Рождества Христова.
В конце XIX - начале XX века на страницах Энциклопедического словаря Брокгауза и Ефрона утверждалось, что: «Лучшие издания были сделаны Орелли (2 т., Лейпц., 1816). Гильдебрандом (Галле, 1844), Эллером (Лейпциг, 1846) и Рейфершейдом (Вена, 1875), немецкий перевод с объяснениями издал Бернард (Ландтсг., 1842)». 

## Издания
- Арнобия семь книг «Против язычников». / Пер., введ., прим. Н. М. Дроздова. Киев, 1917. CLX, 346 стр.
- Арнобий. Против язычников. / Пер., введ., указ. Н. М. Дроздова под ред. А. Д. Пантелеева. СПб.: Издательство СПбГУ, 2008. 398 стр. ISBN 978-5-288-04692-6 (Серия «Ver sacrum: Религиозные верования и культы в античном мире»).
- В серии «Collection Budé» начато издание: опубликованы книги I, III, VI-VII.